# 존 시헌
존 시헌(John Sheahan, 1939년 5월 19일~)은 아일랜드의 바이올리니스트이며 포크 음악가이다. (바이올리니스트이지만, 클래식 분야가 아닌 포크 분야이기 때문에 구어체를 써서 '피들러'(fiddler)라 하기도 한다.) 전문 가수가 아니라 악기를 연주하는 인스트루멘털리스트(instrumentalist)이다. 또한 더 더블리너스 멤버 가운데 유일한 음악 전공자이다. 1964년에 더 더블리너스에 가입하면서 활동을 시작하였으며, 한 번도 탈퇴한 적은 없다. 흔히 더 더블리너스의 1기 멤버로 착각하는 경우가 많지만 1964년에 가입한 2기 멤버이다. 악기는 바이올린, 틴 휘슬, 콘서티나, 만돌린을 다룬다. 서브보컬은 이따금씩 코러스(후렴구)를 부를 때 바이올린이나 만돌린을 켜먼서 부르기는 하지만, 메인 보컬을 부르는 경우는 없다. <Marino Waltz>, <Prodigal Son>, <Mariono Casino> 등의 곡들(노래가 아니라 바이올린 연주곡이다)을 작곡하였다. 2012년 4월 5일 바니 매케너가 사망하면서 존 시헌이 더 더블리너스 멤버들 가운데 가장 오랫동안 활동하고 있는 멤버가 되었다. 바니 매케너의 사망 이후 은퇴를 발표했고, 2012년 12월 30일 더 더블리너스의 마지막 공연을 끝으로 은퇴하였다.